# Адміністративний поділ Великої Британії

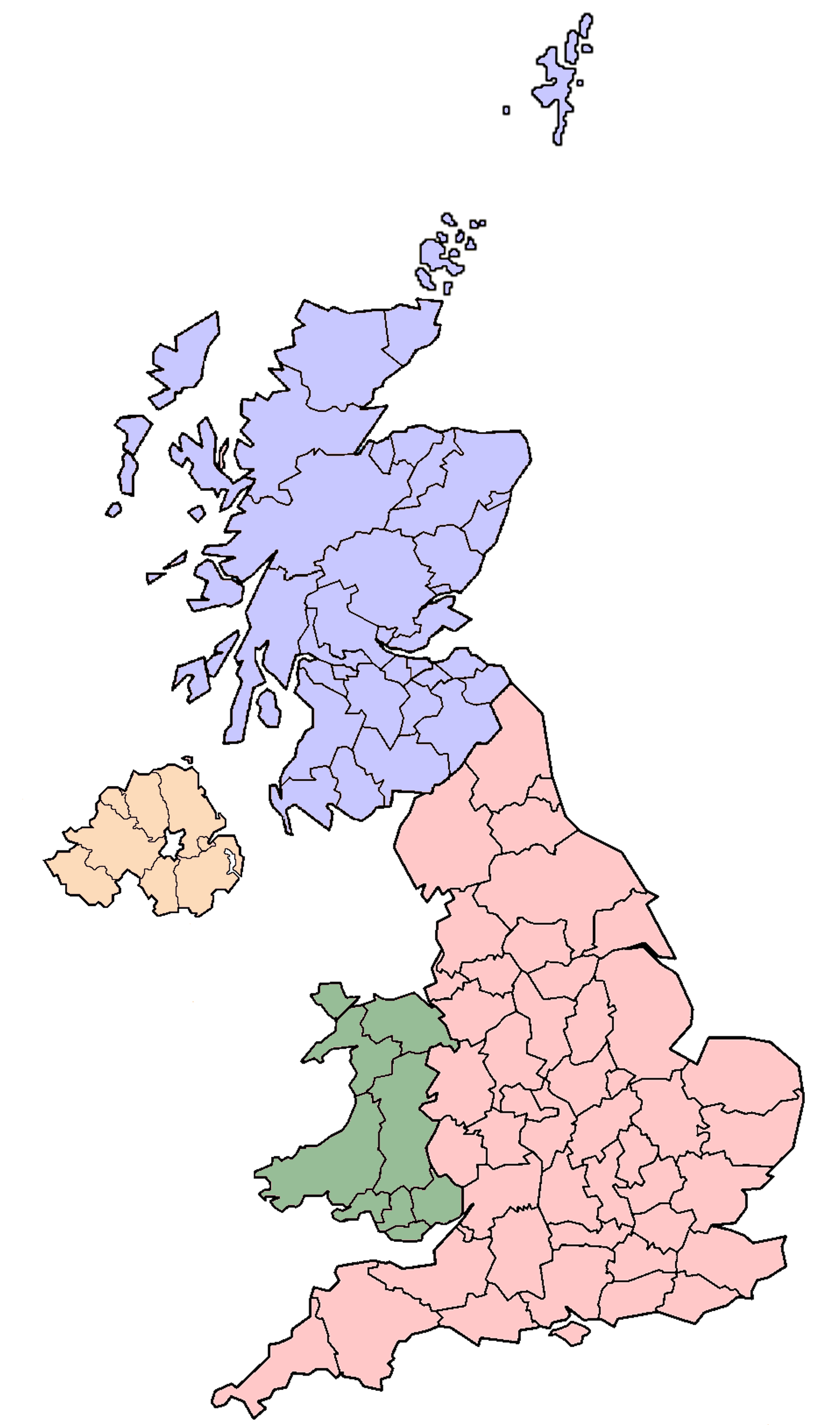
адміністративний поділ Великої Британії

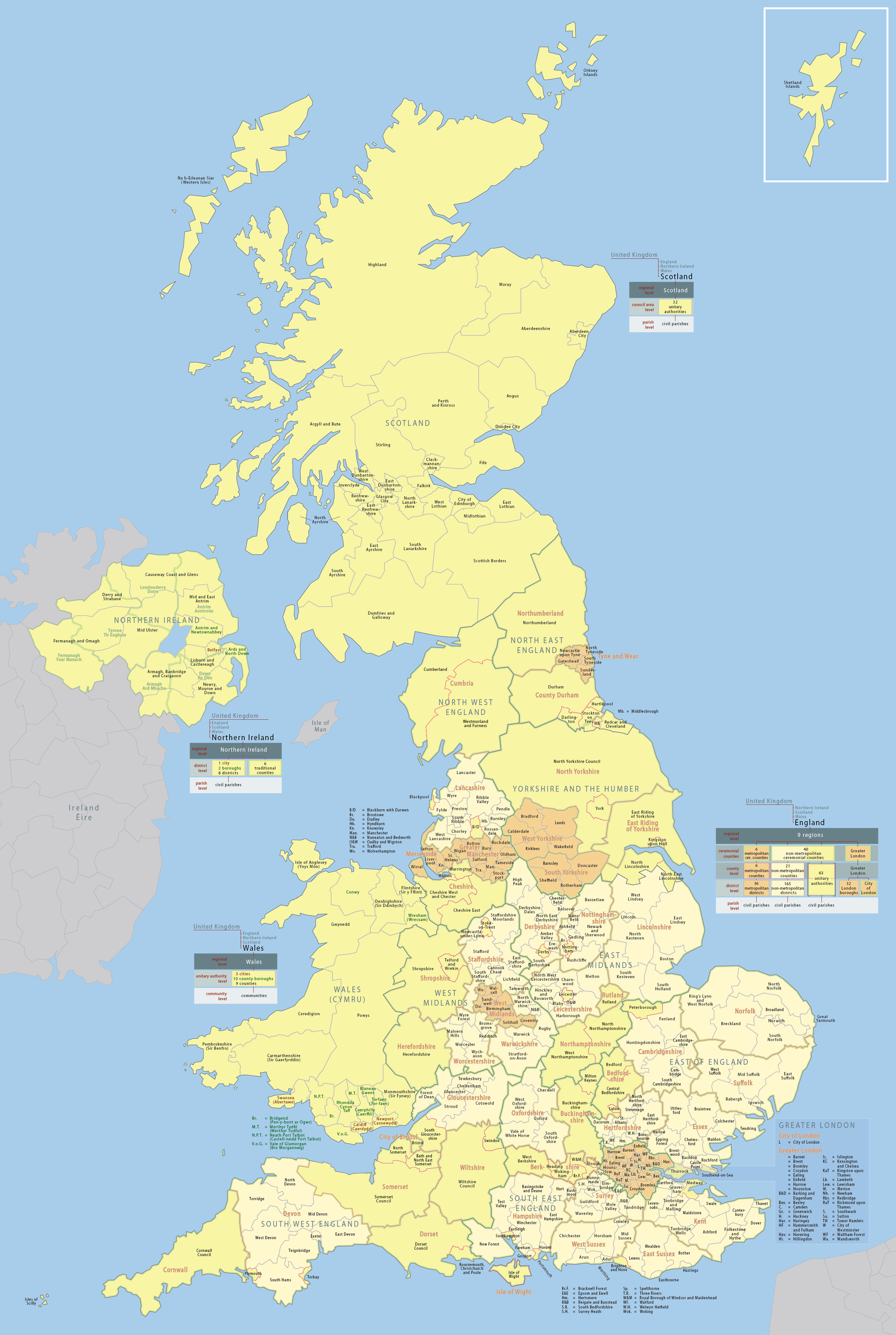

Велика Британія складається з 4 адміністративно-політичних частин (історичних провінцій):
- Англії (9 регіонів, 6 метропольних графств, 28 неметропольних графств, 55 унітарних одиниць, Великий Лондон і острови Сіллі),
- Уельсу (9 графств, 3 міста, і 10 міст-графств),
- Шотландії (32 області),
- Північної Ірландії (6 графств, 26 районів).

| Місце | Назва                 | Адміністративний поділ      | Територія км² | Населення (2011) |
| ----- | --------------------- | --------------------------- | ------------- | ---------------- |
| 1     | Англія                | Регіони Англії              | 130 395       | 53 013 000       |
| 2     | Шотландія             | Області Шотландії           | 78 772        | 5 254 800        |
| 3     | Уельс                 | Області Уельсу              | 20 779        | 3 064 000        |
| 4     | Північна Ірландія     | графства Північної Ірландії | 13 843        | 1 810 900        |
|       | Об'єднане Королівство |                             | 243 789       | 63 142 700       |

|  | Англія            |
|  | Шотландія         |
|  | Уельс             |
|  | Північна Ірландія |